# Lasiancistrus
Lasiancistrus és un gènere de peixos de la família dels loricàrids i de l'ordre dels siluriformes.

## Distribució geogràfica
Es troba a Sud-amèrica.

## Taxonomia
- Lasiancistrus caquetae (Fowler, 1945)[3]
- Lasiancistrus castelnaui (Miranda-Ribeiro, 1911)[4]
- Lasiancistrus caucanus (Eigenmann, 1912)[5]
- Lasiancistrus guacharote (Valenciennes, 1840)[6]
- Lasiancistrus guapore (Knaack, 2000)[7]
- Lasiancistrus heteracanthus (Günther, 1869)[8]
- Lasiancistrus maracaiboensis (Schultz, 1944)[9]
- Lasiancistrus mayoloi (Eigenmann, 1912)
- Lasiancistrus mystacinus (Kner, 1854)
- Lasiancistrus nationi (Fernández-Yépez, 1972)[10]
- Lasiancistrus planiceps (Meek & Hildebrand, 1913)
- Lasiancistrus saetiger (Armbruster, 2005)[11]
- Lasiancistrus schomburgkii (Günther, 1864)[12]
- Lasiancistrus scolymus (Nijssen & Isbrücker, 1985)[13]
- Lasiancistrus tentaculatus (Armbruster, 2005)[14]
- Lasiancistrus volcanensis (Dahl, 1942)[15][16][17][18][19][20][21]